# Absu
Absu är ett black/thrash metal-band från USA som grundades år 1989, först under bandnamnet Dolmen som sedan ändrades till i tur och ordning Azathoth, Eternus och Necrotic innan bandet 1991 fastnade för det slutgiltiga Absu.
Debutalbumet Barathrum: V.I.T.R.I.O.L. gavs ut på CD 1993 av Gothic Records i en upplaga av 900 exemplar. Det sjätte fullängdsalbumet Abzu släpptes 4 oktober 2011 av Candlelight.

## Medlemmar
Nuvarande medlemmar
- Proscriptor McGovern (Russley Randel Givens) – sång, trummor (1992–2000, 2007– )
- Ezezu (Paul Williamson) – basgitarr, sång (2008– )

Tidigare medlemmar
- Gary Lindholm – gitarr (1990–1992)
- Daniel Benbow – trummor (1990–1992)
- Shaftiel (Mike Kelly) – gitarr, bakgrundssång (1991–2003)
- Equitant Ifernain (Ray Heflin) – gitarr, basgitarr (1991–2002)
- Daviel Athron Mystica (Dave Ward) – gitarr (1992–1993)
- Black Massith (Brian Artwick) – keyboard, synthesizer, sequencer (1992–1993)
- Kashshapxu (Rad Davis) – gitarr (2001–2003)
- Aethyris McKay (Shandy Mckay) – gitarr, synthesizer (2007–2010)
- Zawicizuz (Geoffrey Sawicky) – gitarr, keyboard, bakgrundssång (2007–2009)
- Vastator Terrarum (Micah Rowe) – gitarr, bakgrundssång (2007)
- Vis Crom (Matt Moore) – gitarr (2010–2018)

Turnerande medlemmar
- Mezzadurus (Chris Gamble) – sång, basgitarr (1995–2002)
- Gunslut (Grzegorz Czapla) – trummor (2013)
- Vis Crom (Matt Moore) – gitarr (2009–2010)
- Gunslut (Gregory D. Czapla) – trummor (2013–2017)

## Diskografi
Demo
- 1991 – Immortal Sorcery
- 1991 – Return of the Ancients
- 1992 – Infinite and Profane Thrones
- 1993 – Promo Tape 1993

Studioalbum
- 1993 – Barathrum: V.I.T.R.I.O.L.
- 1995 – The Sun of Tiphareth
- 1997 – The Third Storm of Cythrául
- 2001 – Tara
- 2009 – Absu
- 2011 – Abzu

EP
- 1991 – The Temples of Offal
- 1995 – ...And Shineth Unto the Cold Cometh
- 1998 – In the Eyes of Ioldánach
- 2001 – Hallstattian Swords
- 2007 – L'Attaque Du Tyran: Toulouse, Le 28 Avril 1997
- 2007 – Split EP (delad EP med Demonical)
- 2008 – Speed n' Spikes Vol. II (delad EP med Rumpelstiltskin Grinder)

Singlar
- 2011 – "Abraxas Connexus"
- 2011 – "Tour 2011 Flexi" (delad singel med Infernal Stronghold)
- 2012 – "Hall of the Masters"
- 2015 – "Telepaths Within Nin-Edin"
- 2018 – "Hexagrammum Vestibulum"

Samlingsalbum
- 2005 – Mythological Occult Metal: 1991-2001
- 2009 – Tara + In the Eyes of Ioldánach
- 2014 – Origin: War and Magick

Video
- 2000 – In the Visions of Ioldánach (VHS)